# Benthophilus magistri
Benthophilus magistri is een  straalvinnige vissensoort uit de familie van grondels (Gobiidae). De wetenschappelijke naam van de soort is voor het eerst geldig gepubliceerd in 1927 door Iljin.
De soort staat op de Rode Lijst van de IUCN als niet bedreigd, beoordelingsjaar 2008.